# Акинчиц, Фабиан Иванович
Фабиа́н Ива́нович Аки́нчиц (бел. Фабіян Акінчыц; 20 января 1886 — 7 марта 1943) — белорусский националистический деятель, руководитель БНСП. Политический оппоннент Ивана Ермаченко. Сторонник крайнего коллаборационизма с Германией. Рассматривался на должность марионеточного правителя Беларуси, но был убит советскими партизанами и смещён с политической арены своим конкурентом - Радославом Островским.

## Биография

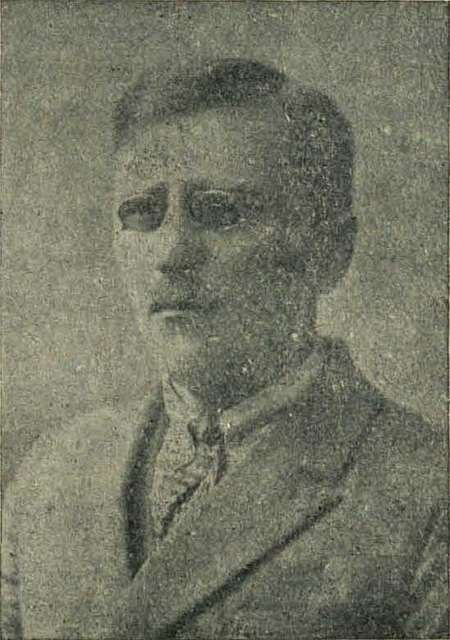
Фабиан Акинчиц, 1926

### Юность
Родился в деревне Акинчицы около Столбцов. В 1906—1913 годах обучался праву на юридическом факультете Петербургского университета. До революции 1917 года — эсер. Завершить обучение в Петербургском университете для него было невозможно, поэтому в конце 1913 или начале 1914 года сдал экзамены в испытательной комисси при Казанском университете и 1915-1916 годах работал помощником присяжного поверенного в Новгороде, откуда в апреле 1916 года по неизвестной причине переехал в Уфу. После Февральской революции был избран в исполком Уфимского городского совета рабочих и солдатских депутатов, а после октябрьских событий в том же качестве стал членом губернского совета в родном Новгороде. Левые эсеры, к которым примыкал Окинчиц, создали коалицию с захватившими власть большевиками, и 4 декабря 1917 года он был утвержден в должности новгородского губернского комиссара.

### В "Громаде"
В 1923 году вернулся на Столбцовщину, где работал учителем. В 1926 году вступил в ряды Белорусской крестьянско-рабочая грамады. был одним из её руководителей. Был председателем её Виленского комитета. В январе 1927 года арестован польскими властями и осуждён на 6 лет лишения свободы. В 1930 году, после досрочного освобождения, становится членом управления белорусской организации «Центросоюз», которую покидает в марте 1931 года. После неудачной попытки создания полонофильской организации «Возрождение» возвращается из Вильно в Столбцы, где основывает Белорусское товарищество добродеятельности, а в 1934 году в качестве его председателя становится членом Белорусского национального комитета в Вильно.

### Руководитель БНСП
В 1933 году Фабиан Акинчиц стал одним из основателей Белорусской национал-социалистической партии. Эта организация была создана в конце 1933 года на волне общеевропейского увлечения идеями фашизма. Под впечатлением победы национал-социалистического движения в Германии, Акинчиц окончательно отказался от иллюзий демократического строя и пришел к убеждению, что национальные и социальные проблемы белорусского народа можно успешно решить через осуществление программных принципов национал-социализма. Эти принципы включали укрепление национального сообщества, классовую солидарность, социальный прогресс, конфессиональную свободу и другие.
Акинчиц намеревался «создать новый дух белорусской нации». Он считал, что воссоединение разорванных Рижским договором белорусских земель возможно только в результате войны. В этом пункте своей программы партия ориентировалась на возможную поддержку со стороны нацистов, пришедших к власти в Германии.
В октябре 1936 года, вскоре после создания БНСП, ее лидер Акинчиц столкнулся с отказом польских властей в проведении партийного съезда. Уже осенью следующего года деятельность партии была фактически запрещена. Одновременно польские власти наложили запрет на газету «Новы шлях», что вынудило редакцию переехать из Вильно в Лиду. Последний номер газеты вышел 25 ноября 1937 года. Часть членов партии эмигрировала в Германию, а некоторые, включая главного редактора партийного органа В. Козловского, остались в Вильно и продолжали работать нелегально до прихода советских войск в 1940 году. Сам Акинчиц, объявив себя больным, вернулся в родное село Акинчицы в Минской области, ожидая политических изменений в Европе, которые могли бы разрушить Версальскую и Рижскую системы.
С 1938, в Германии, Акинчиц получил должность руководителя белорусского бюро министерства пропаганды, которую занимал пожизненно.  Некоторое время (с 4 ноября 1939 года) был руководителем Белорусского представительства в Берлине. Потерпели неудачу и попытки Акинчица добиться популярности для своей партии БНСП. Это произошло по нескольким причинам. Во-первых, для создания такой организации на западно-белорусских землях не было не обходимой социальной базы, увлеченной идеями нацизма, Во-вторых, создание подобной партии было встречено польскими властями без особого энтузиазма: они, и вполне справедливо, полагали, что это будет не политическая партия, отстаивающая права белорусского населения, а обычная организация гитлеровской агентуры. Однако в Представительстве и редакции он проработал всего несколько недель.
В Представительстве и редакции он задержался лишь на несколько недель, прежде чем в начале 1940 года его направили в Варшаву. Его миссия заключалась в организации Белорусского комитета самопомощи в Генерал-губернаторстве, что представляло собой важную задачу в условиях военного времени.
Эта новая роль оказалась весьма привлекательной для Акинчица. В окружении своих единомышленников в Генерал-губернаторстве он видел возможность создать мощную общественную опору для белорусской национал-социалистической организации. Он был полон энтузиазма и амбиций, стремясь укрепить позиции своей группы.

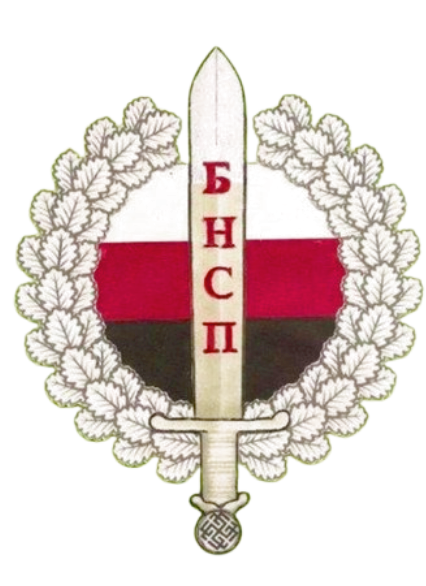
Символика Белорусской национал-социалистической партии

Однако, когда в феврале или начале марта 1940 года он прибыл в Варшаву, его ожидал неприятный сюрприз. Оказалось, что здесь уже действовал комитет, основанный в конце 1939 года молодым и энергичным врачом Николаем Щорсом. Началась ожесточенная борьба за лидерство. Акинчиц, заручившись поддержкой влиятельных берлинских чиновников, в марте 1940 года исключил Щорса и его команду из комитета. Это вызвало бурю негодования и сопротивления со стороны активистов, поддерживавших Щорса.
Конфликт достиг такого накала, что потребовалось вмешательство немецкой службы безопасности. В середине 1940 года они вмешались, чтобы урегулировать ситуацию. Щорс был восстановлен на посту председателя комитета, а Акинчиц был вынужден вернуться в Берлин, оставив свои амбиции и планы позади.
Однако, когда в феврале или начале марта 1940 года он прибыл в Варшаву, оказалось, что здесь уже действовал комитет, основанный в конце 1939 года молодым врачом Николаем Щорсом. Началась борьба за руководство. Акинчиц, опираясь на поддержку берлинских чиновников, в марте 1940 года исключил Щорса и его команду из комитета. Это вызвало возмущение и противодействие активистов, поддерживавших Щорса. В результате потребовалось вмешательство немецкой службы безопасности, которая в середине 1940 года урегулировала конфликт: Щорс был восстановлен на посту председателя комитета, а Акинчиц отправлен обратно в Берлин.
1 ноября 1940 года и 10 января 1941 года Акинчиц направил в Восточное бюро нацистской партии две памятные записки, в которых предлагал услуги белорусских национал-социалистов в предстоящих событиях. В этих записках он подробно изложил планы своей группы единомышленников, основанной в 1940 году в Варшаве, по активизации деятельности в следующих ключевых сферах:
- Выпуск пропагандистских брошюр, направленных на распространение национал-социалистических идей среди белорусского населения.
- Организация курсов по подготовке политиков, сотрудников административных и хозяйственных служб, публицистов и журналистов. Особое внимание уделялось обучению белорусов, находящихся в плену (бывших солдат Войска Польского).
- Подготовка диверсионных групп для проведения подрывной деятельности на территории БССР.

Акинчиц утверждал, что выполнение этих задач возможно только силами его единомышленников, и настаивал на предоставлении им руководящей роли. В своих записках он писал:
«Другая политическая группа настроена демократически. Ее отношение к коммунистам сомнительно, они тайно симпатизируют евреям, склонны к панславизму, относятся к Германии со скрытым недоверием. Она (группа. - Ю.Т.) не верит в победу Германии и, судя по ее политической позиции, стремится не скомпрометировать себя ни перед поляками, ни перед коммунистами, ибо рассчитывает на то, что после поражения Германии коммунисты, а вместе с ними поляки и евреи будут господствовать в Европе. Эта группа относится к нашей организации весьма враждебно, постоянно стремится ее уничтожить и ни в коем случае не допустить, чтобы немецкие учреждения считались с ее взглядами» 
После такой характеристики независимых от Акинчица группировок следовали его доносы на их руководящих деятелей, как реальных, так и кажущихся конкурентов: Николая Щорса, Винцента Годлевского и др.
Деятельность БНСП не имела значительных последствий, однако сотрудничество Розенберга с группой Акинчица дало немецким властям ценный опыт взаимодействия с белорусскими националистами. До начала Второй мировой войны германские власти не сталкивались с проблемами белорусской эмиграции. Однако после Польской кампании в сентябре 1939 года на территории Третьего рейха оказалось около 70 тысяч белорусов, бывших военнопленными польской армии. Кроме того, на оккупированных немцами территориях, таких как Варшава, Лодзь и Прага, существовала белорусская диаспора с 1920-х годов.
К концу осени 1939 года стало очевидно, что необходимо организовать эту массу людей и использовать их потенциал. В ноябре для объединения эмигрантов и военнопленных, а также для оказания им помощи в трудоустройстве, в Берлине при министерстве внутренних дел было создано Белорусское представительство. Эта организация имела филиалы в Вене, Мюнхене, Лодзи, Познани и Гданьске. Руководителем представительства был назначен Акинчиц. Организация выпустила первый номер газеты «Раніца» 3 декабря 1939 года. Представительство проводило значительную организационную работу, оказывая материальную и юридическую помощь белорусам, оказавшимся за пределами родины. В целом, при этой организации было зарегистрировано около 120 тысяч человек. Однако представительство не могло удовлетворить национальных потребностей белорусов, так как его главной задачей была работа с военнопленными.

### Попытка установления власти в Белоруссии и смерть
Во время Великой Отечественной войны, Акинчиц сотрудничал с оккупационной властью в Белоруссии. Предлагал А. Розенбергу распустить колхозы, однако последний ответил, что «сделает это тогда, когда настоящих крестьян, то есть „кулаков“, вернут из Сибири».
Вильгельм Кубе начал формирование самостоятельного белорусского правительства, таким стало Белорусская народная самопомощь, подобное "правительство", стало основой, для полноценного белорусского правительства и администрации, коим стала Белорусская центральная Рада. Вскоре немецкая служба безопасности повела активное наступление на Кубе, фактическим подспорьем чего стали рапорты Акинчица и его группы. Комиссар Кубе, сочувствовавший БНС, постарался урезонить Фабиана, однако последний нашёл неожиданную поддержку в Главном управлении имперской безопасности у Рейнхарда Гейдриха в Берлине и его отделении в Минске. В Гестапо давно уже точили зуб на Кубэ и его подопечных, поэтому “аргументы” Акинчица пришлись как нельзя кстати. Борьба со своими политическими противниками не ограничивалась для Акичица одними лишь газетными статьями. Всё было намного проще – он писал на них доносы, которыми гестаповцы активно пользовались. В результате многие из деятелей БНС были репрессированы.  Таким образом, они оказали существенное влияние на сфабрикованное в декабре 1942 - январе 1943 года дело Ермаченко, который был обвинен в государственной измене. Как известно, руководитель БНС смог избежать смерти. Однако в атмосфере развернувшегося затем немецкого террора были репрессированы многие белорусские активисты в Минске и на местах. Акинчиц совершил донос на активиста БНП - Винцента Годлевского, за что был приговорен боевиками БНП к смертному приговору. Если верить послевоенным белорусским мемуаристам, его смерть также на совести Акинчица.
В начале 1943 года позиции Кубе и БНС были значительно ослаблены, и Акинчиц уже праздновал скорую победу. А в том, что он наконец достигнет своей цели, сомневаться не приходилось: все немецкие карательные органы в Германии и Беларуси были на его стороне. Однако довести задуманное до конца ему так и не удалось. 5 марта 1943 года Акинчиц был застрелен на минской квартире своего давнего соратника Владислава Козловского. Это убийство приписывают советскому агенту А. Матусевичу. Тем не менее в этом деле до сих пор много неясного. Все донесения советских агентов, которые находились на тот момент в Минске и его окрестностях, свидетельствуют о том, что это покушение стало для них неожиданностью. Поэтому большинство современных белорусских историков склонны считать, что устранение Акинчица было местью боевиков БНП. А Матусевич был использован, что называется, «втемную». Наконец, не исключено и участие Кубе в этой акции. Так, отдел прессы генерального комиссариата запретил газетам публиковать известие о покушении и смерти Акинчица. Вероятно, оккупационным властям было просто невыгодно даже обычное упоминание об этом деле, не говоря уже о его причинах. Естественно, что все эти конфликты националистических группировок не создавали здоровой обстановки. Нередко это давало повод некоторым немецким представителям утверждать, что с белорусскими националистами вообще нельзя сотрудничать, так как они не могут договориться даже между собой.

## Научная деятельность
В 1936 в Вильне вышла книга Акинчица "Аграрна-кооператыўная палітыка будучыні". В ней он изложил собственную Аграрно-корпоративную идеологию, во многом вдохновляясь немецким национал-социализмом.